# ASUS ROG Ally
ASUS ROG Ally（エイスース アールオージー エイライ、中国語：ASUS ROG掌机）は、ASUSがRepublic of Gamers (ROG)ブランドとして開発・製造した携帯型ゲーミングPC。

## 概要
ASUSによって、2023年6月13日に発売された。競合機種としてValveのSteam Deckが挙げられる。ROG AllyはOSとしてWindows 11を搭載し、AMDのZen 4プロセッサー（AMD Ryzen Z1およびZ1 Extreme）を搭載している。携帯型での使用に加えて、ドッキングステーションまたはドングルを介してテレビやパソコンモニターへの接続により、デスクトップパソコンや家庭用据え置き型ゲーム機のように使用が可能である。

#### 製品名の由来
製品名である Ally は、英単語の意味では「味方・仲間」を意味する「アライ」であるが、ASUSは、「All Your Games」から来ており、読みは「エイライ」である。

## 歴史
ASUSは、GPD Win 2などの携帯ゲーム機の形をしたゲーミングPCに対抗するため、2018 年から開発を開始した。その後、数年間は開発は停滞していたが、2021年にValveがSteam Deckを発表して以降は携帯型ゲーミングPCへの需要と注目を受けて開発が推進された 。当機の発表が2023年4月1日であったため、多くの人がエイプリルフールのいたずらであると信じられていたが、3日後、ASUSは実際に開発されていたことを公表した。
2023年6月11日にROG Allyの発売日、技術仕様、価格を発表した。発表されたモデルは2つあり、1つは小売価格 599 USD でRyzen Z1プロセッサを搭載し、もう1つは小売価格 699 USD でRyzen Z1 Extremeプロセッサを搭載している。後者は2023年6月13日に発売され、前者は2023年第3四半期に発売された。

#### ROG Ally X
Computex 2024において、ASUSはZ1 Extremeモデルの高性能改良版となるROG Ally Xを発表した。1TBのNVMe SSD、M.2 2230ではなくM.2 2280スロット、24GBのLPDDR5X-7500 メモリ、大容量バッテリー、その他改良点を備え、価格は799USDで発売された。

#### ROG Xbox Ally
Xbox Games Showcase 2025において、ASUSとMicrosoftはROG AllyとAlly XのXbox版、「ROG Xbox Ally」と「ROG Xbox Ally X」を発表した。Xbox初の携帯ゲーム機となる本製品は、Xboxワイヤレスコントローラーを彷彿とさせるコントローラーグリップ、専用のXboxボタン、インパルストリガー（Xモデルのみ）といったXbox固有機能を搭載し、Ryzen Z2 AI Extremeと Z2 Aプロセッサを搭載している。2025年後半の発売が予定されている。

## ハードウェア
AMDのZen 4およびRDNA 3アーキテクチャに基づいて、APUを搭載している。Ryzen Z1プロセッサとRyzen Z1 Extremeプロセッサを搭載した2つの異なるモデルが発売された。
Ryzen Z1は6コア/12スレッドで動作し、Z1 GPUは4つのコンピューティングユニット(以下CU)で動作し、公称パフォーマンスは2.8 TFLOPSである。Ryzen Z1 Extremeは8コア/16スレッドで動作し、GPUは12CUで動作し、公称パフォーマンスは8.6 TFLOPSである。両方のプロセッサは可変クロック周波数を動作し、Z1は3.2〜4.9GHz、Z1 Extremeは3.3〜5.1GHzで動作する。
ROG Allyは主にハンドヘルドでの使用向けに設計されている。 解像度1080pでかつ48Hzから120Hzまでの可変リフレッシュレートに対応した7インチのタッチスクリーン液晶を搭載している。

コントローラー部分はXboxワイヤレスコントローラーに似ており、2つのサムスティック、方向パッド、A/B/X/Yボタン、両側に2つのショルダーボタン、ユニットの背面に2つの設定可能なボタンが配置されている。

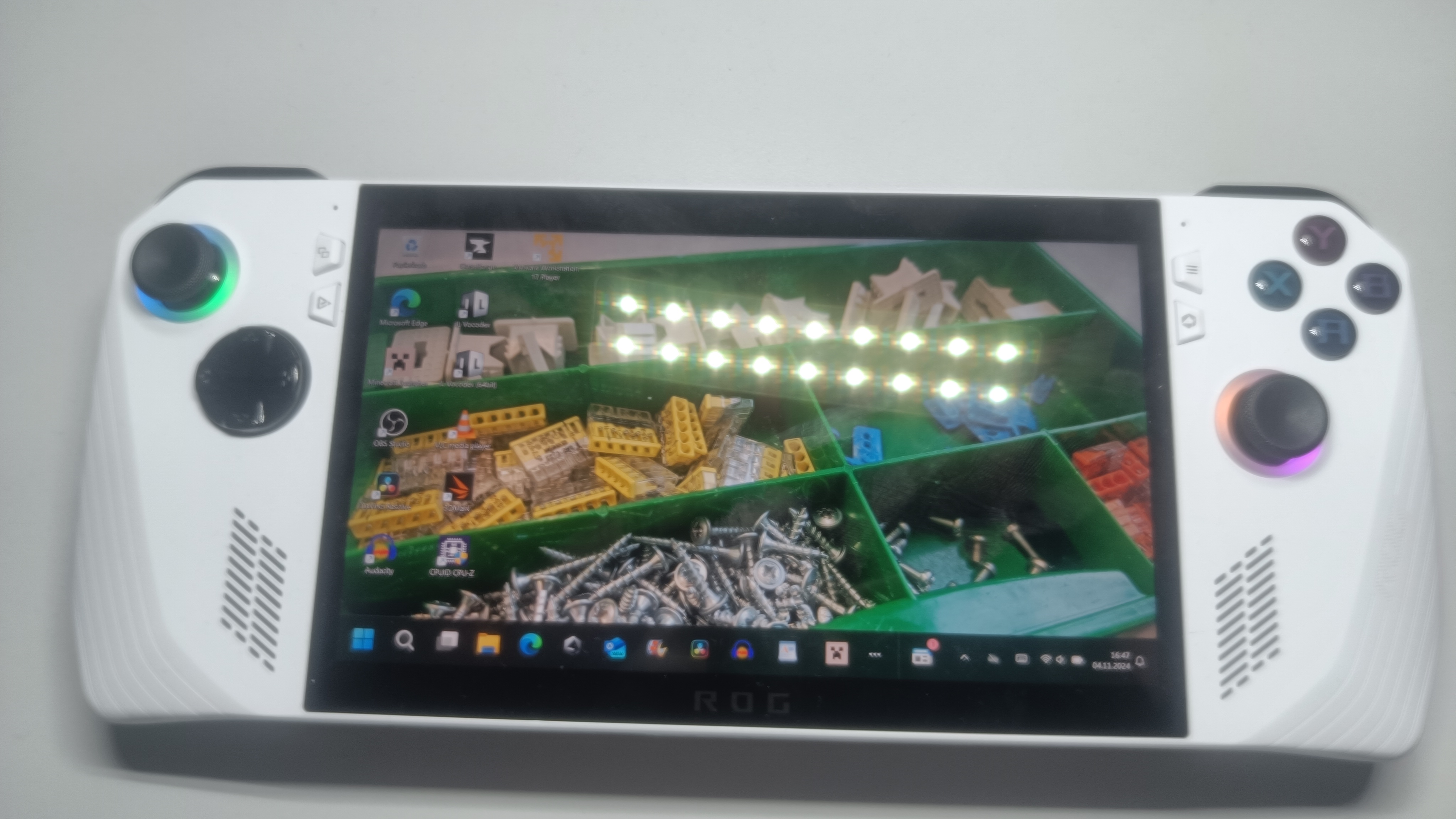
ROG Ally 正面
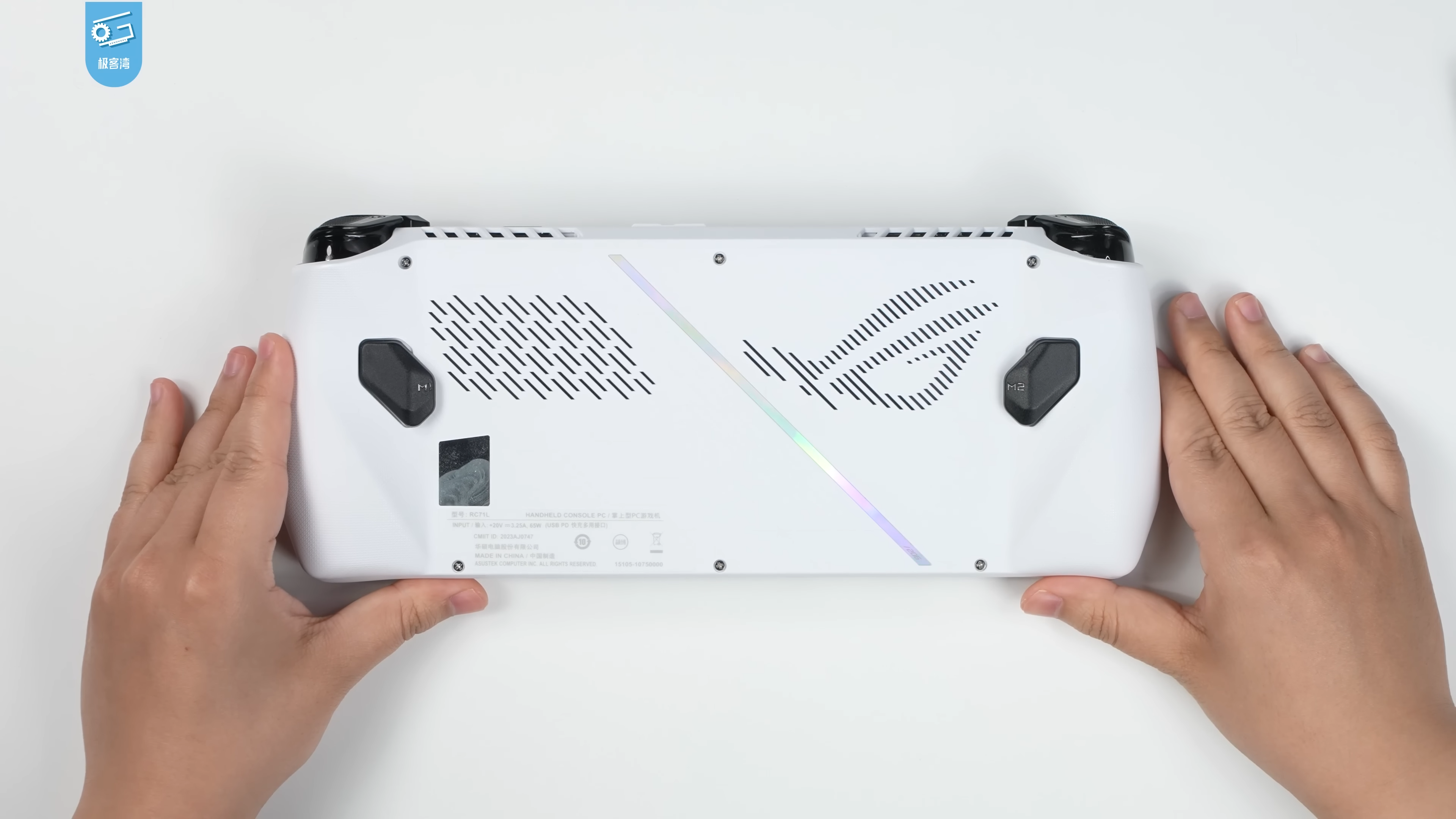
ROG Ally 背面
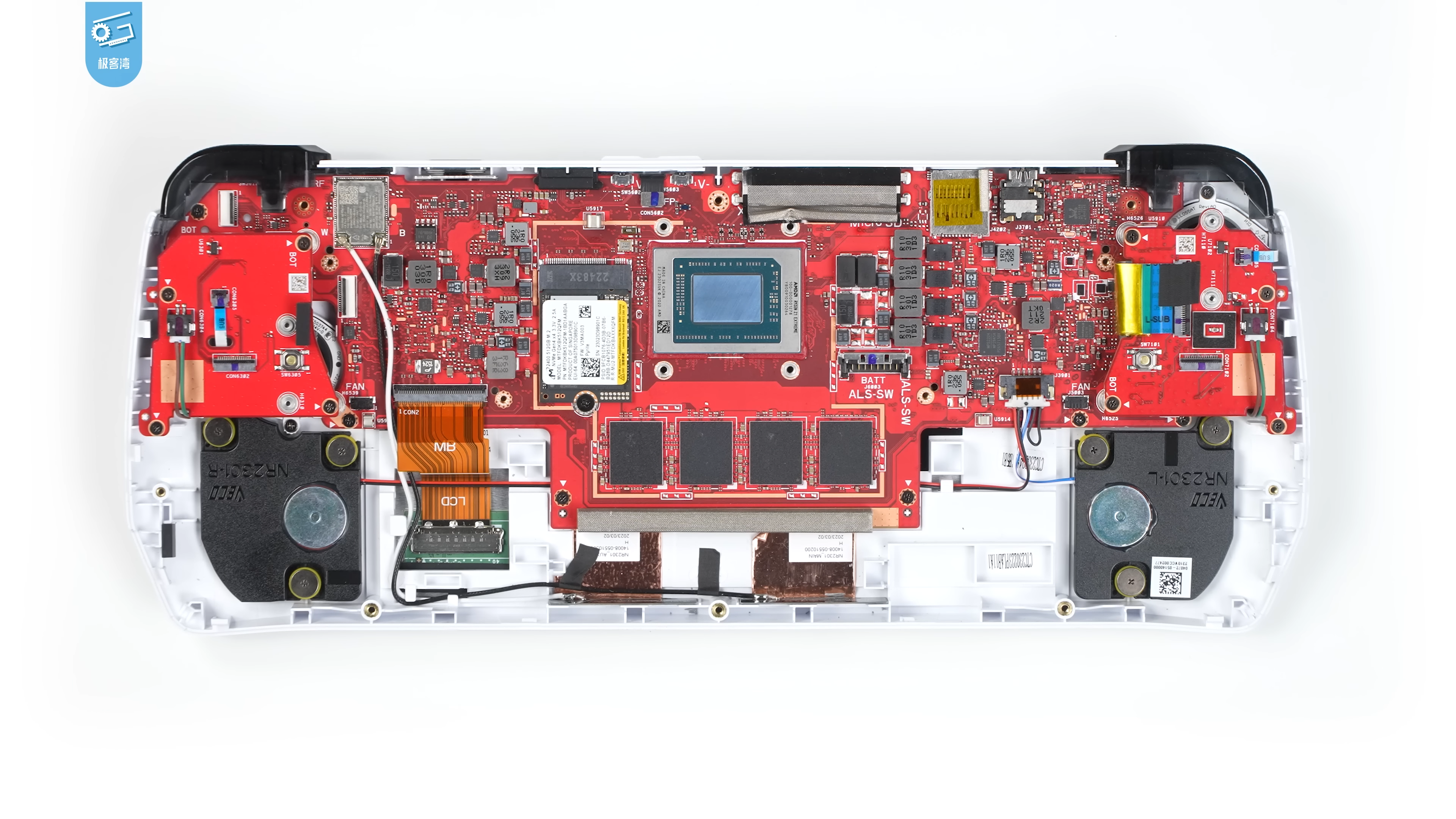
ROG Allyのマザーボード
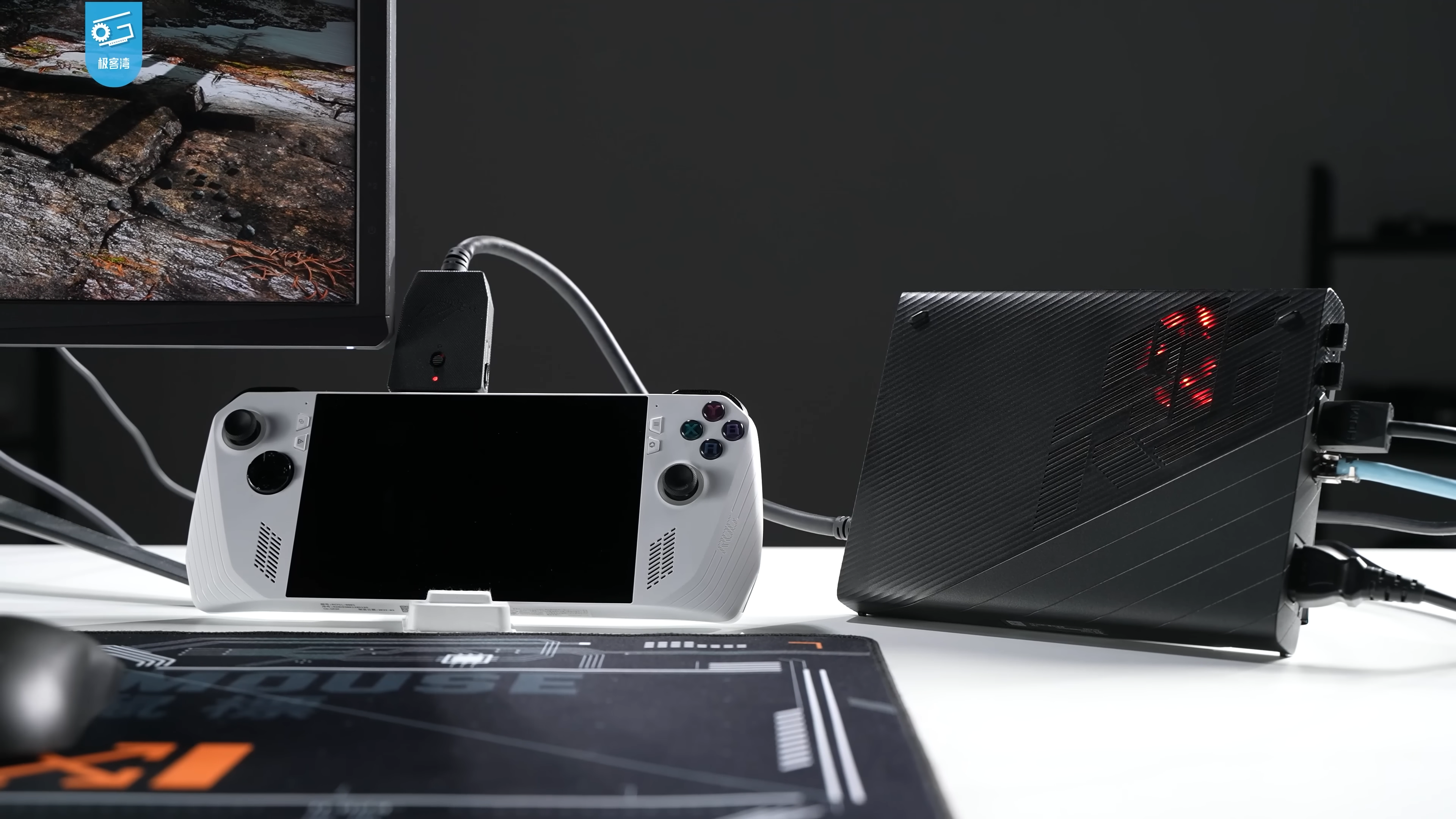
eGPUであるROG XG Mobileと接続しているROG Ally

### スペック表
| 各項目       | ROG Ally(2023)                          | ROG Ally(2023)                          | ROG Ally X                              |
| ------------ | --------------------------------------- | --------------------------------------- | --------------------------------------- |
| 発売日       | 2023年9月18日                           | 2023年6月13日                           | 2024年7月22日                           |
| APU          | Ryzen Z1                                | Ryzen Z1 Extreme                        | Ryzen Z1 Extreme                        |
| グラフィック | Radeon Graphics (最大2.8TFlops FP32)    | Radeon Graphics (最大8.6TFlops FP32)    | Radeon Graphics (最大8.6TFlops FP32)    |
| メモリ       | 16GB LPDDR5-6400                        | 16GB LPDDR5-6400                        | 24GB LPDDR5X-7500                       |
| ストレージ   | 512GB（PCIe 4.0）                       | 512GB（PCIe 4.0）                       | 1TB（PCIe 4.0）                         |
| スクリーン   | 7インチ、1920×1080 （120Hz/タッチ液晶） | 7インチ、1920×1080 （120Hz/タッチ液晶） | 7インチ、1920×1080 （120Hz/タッチ液晶） |
| 電源         | Type-C / 65W                            | Type-C / 65W                            | Type-C / 65W                            |
| バッテリー   | 40Wh                                    | 40Wh                                    | 80Wh                                    |
| OS           | Windows 11 Home                         | Windows 11 Home                         | Windows 11 Home                         |
| サイズ       | 280 × 111.38 × 21.22～32.43mm           | 280 × 111.38 × 21.22～32.43mm           | 280.6 × 111.3mm × 24.7～36.9mm          |
| 重量         | 608g                                    | 608g                                    | 678g                                    |

## ソフトウェア
ROG Allyは、OSとしてWindows 11 Homeを搭載し、ASUSが開発したソフトウェアユーティリティであるArmoury Crate SEに統合されている。Armoury Crateを使用すると、ユーザーはいくつかの調整済みプリセットを使用して熱設計電力を変更できる他、リフレッシュレート、画面解像度の変更、フレームレートの制限、クロック周波数の調整も可能である。Armoury Crateはゲームランチャーとしても機能し、SteamやEpic Games Storeなどのサードパーティのランチャーソフトからユーザーのゲームライブラリを自動的にインポートされる。Windows 11ではタッチスクリーンのサポートが改善されたが、一部の操作はマウスカーソルでしか動作しない。このため、Armoury Crateでは、左ジョイスティックを使用してマウス操作が可能である。

ROG Allyには、MicrosoftのサブスクリプションサービスであるXbox Game Passの3か月サブスクリプションも付属している。

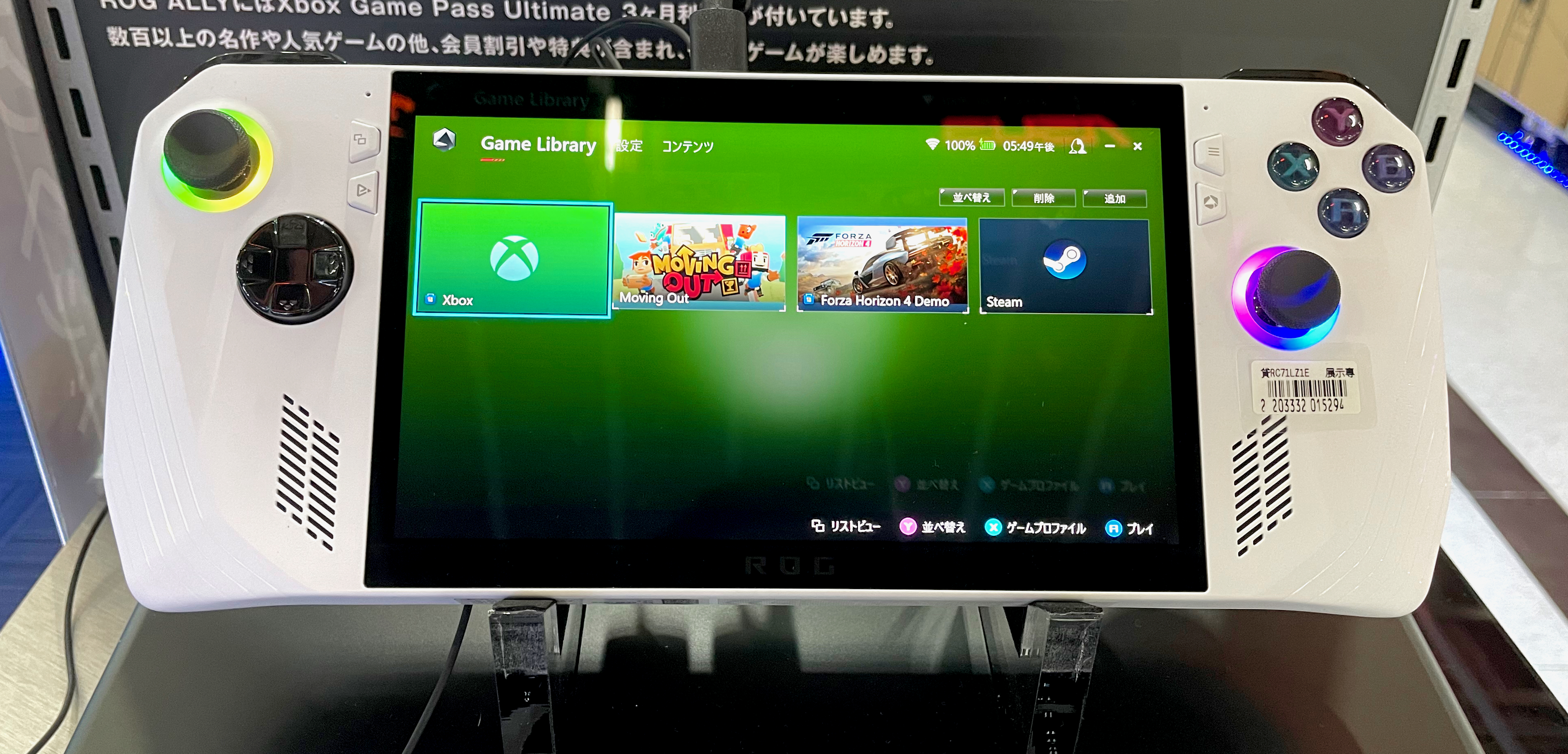
Armoury Crateによるゲームライブラリ
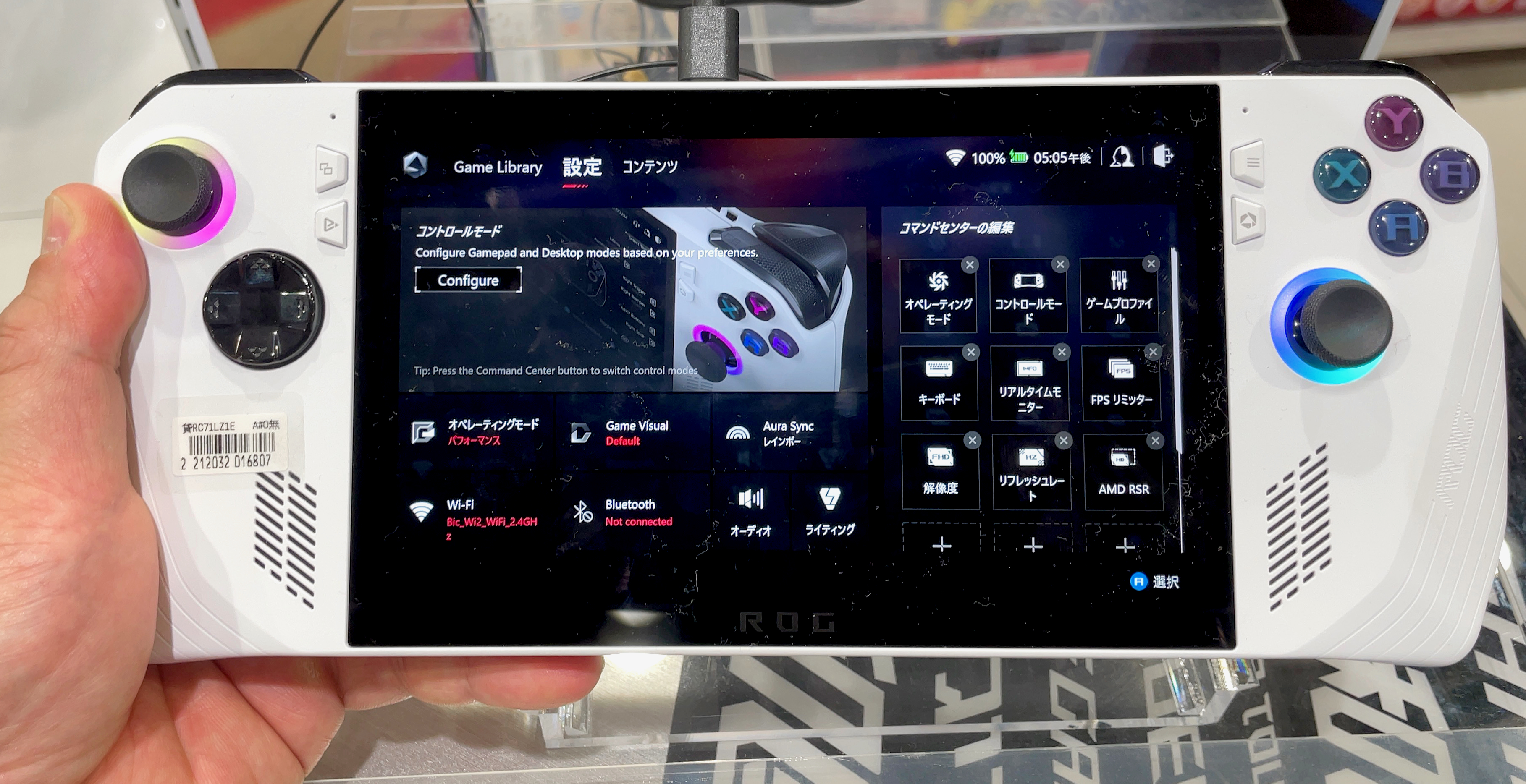
Armoury Crateによる設定画面

### 代替OS
一部のユーザーは、Windows 11をBazziteへ変更している。Bazziteは、ROG Allyなどの携帯型ゲーム機向けに最適化されたLinuxディストリビューションである。Steam、Proton、Flatpakベースのゲームランチャーをネイティブサポートし、ポータブルゲーミングPC向けにカスタマイズされたパフォーマンス調整機能も備えてる。

## 評価
ROG Allyに対する初期の反応は賛否両論であった。Tom's GuideのTony Polancoは「堅牢だが完璧ではない」と評し、ディスプレイ液晶と人間工学を高く評価する一方で、デバイス性能とバッテリー稼働時間を批判した。
Polancoのレビューとは対照的に、The VergeのSean Hollister氏はデバイス性能を高く評価しましたが、ASUSがWindows 11をOSとして選択したことを批判し、Windowsは携帯ゲーム機のフォームファクターとしては「ほとんど異質」であると評価した。
EurogamerのRichard Leadbetterは、「様々な問題が重なり、ROG Allyはまだ完全に完成していないという印象を与えている。Windowsの基盤は、決して克服できない制限要因である可能性もある」と記述している。
複数のレビューで指摘されている批判点の一つは、バッテリー稼働時間である。 Hollisterは、25W TDPプロファイルで『The Last of Us Part I』をプレイした際のバッテリー駆動時間が53分だったと報告している。一方、Ars TechnicaのKevin Purdyは、15W TDP プロファイルで『The Witcher 3: Wild Hunt』をプレイした際のバッテリー駆動時間を88分と計測した。Windows CentralのRebecca Spearは、バッテリー駆動時間を「かなりひどい」と評し、Tech AdvisorのAnyron Copemanは、65Wでの急速充電機能が、短いバッテリー駆動時間を補っているとコメントしている。

## 論争
ROG Allyの発売当初、microSDカード、あるいは場合によってはSDカードリーダー自体が過熱して破損するという報告があった。SDカードリーダーが冷却システムの左側面のすぐ上に配置されているという設計上の欠陥が原因である。ASUSは2023年7月にこの問題を認め、その後保証期間を1年間延長し、2024年5月に米国の顧客に対して、破損したカードの小売価格を返金することを申し出た。
2024年5月、YouTubeのテクノロジーチャンネル Gamers Nexusは、サムスティックの不具合を理由にROG Allyを保証修理に送った。ASUSは保証修理を拒否し、サムスティックの問題は「お客様による損傷」によるものだと主張した。さらに保証期間中にデバイスが送り込まれた当初の問題とは関係のない「小さな傷」を理由に、LCDパネルとトップケースの交換に191.47 USDの修理費を要求した。 ASUSはまた、修理費を支払わない場合はデバイスを「分解された状態」でGamers Nexusに返送するとも述べた。数日後、ASUSは保証を履行し、Gamers Nexusからの批判を受けて当初の問題の修理を実施し、その後、サービスの不備について謝罪した。

## 関連項目

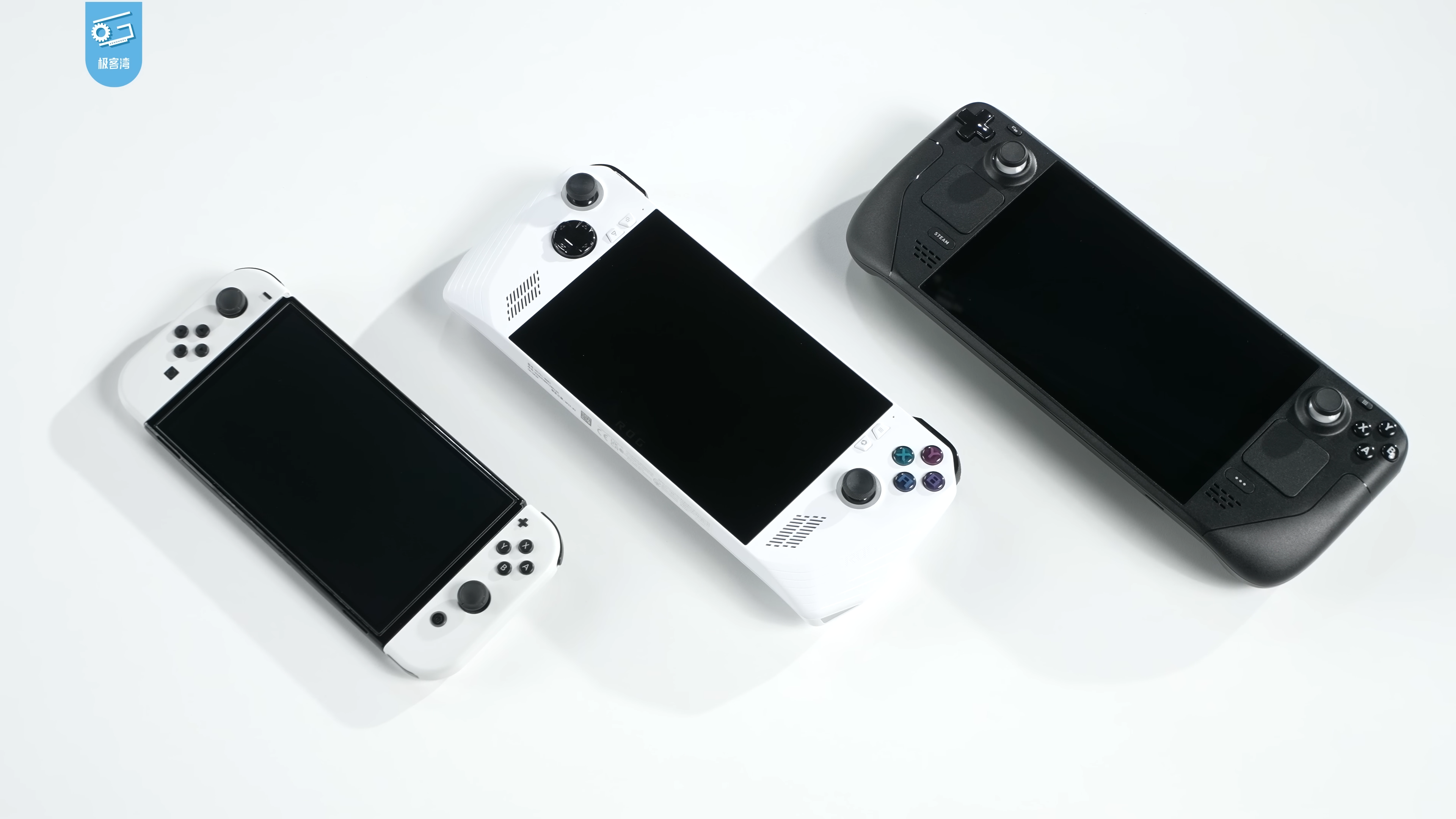
左からNintendo Switch、ROG Ally、Steam Deck